# Ceraarachne
Ceraarachne es un género de arañas cangrejo de la familia Thomisidae. Fue descrito por el alemán Eugen von Keyserling en 1880.

## Especies
- Ceraarachne blanci (Mello-Leitão, 1917)
- Ceraarachne germaini Simon, 1886
- Ceraarachne goyannensis Mello-Leitão, 1929
- Ceraarachne varia Keyserling, 1880